# يوهان تال
يوهان تال (بالألمانية: Johann Thal) (و. 1542 – 1583 م) هو طبيب، وعالم نبات من ألمانيا . ولد في إرفورت.